# Narząd (poligrafia)
Narząd (narządzenie, przyrządzenie) – przygotowanie maszyny drukarskiej do rozpoczęcia drukowania nakładu. 
Na narząd składają się m.in.: założenie formy drukowej na maszynę, spasowanie kolorów oraz ustawienie właściwego wydatku farby. Narządowi towarzyszy wykonanie serii druków próbnych. Czynność narządu jest praco- i czasochłonna, a w niektórych rodzajach druku również kosztowna ze względu na konieczność zużycia dużej ilości materiałów eksploatacyjnych - np. przy druku zwojowym, gdzie raz rozpędzonej maszyny zwojowej nie opłaca się zatrzymywać.
Koszt narządu jest jednym z najważniejszych składników kosztów zlecenia druku, obok kosztu wykonania formy drukowej oraz kosztu druku pojedynczego egzemplarza.